# Península de Cà Mau

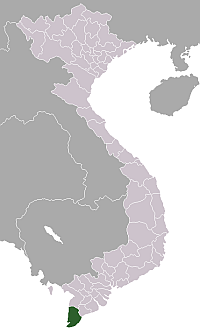
Ca Mau province

A península de Cà Mauⓘ (em vietnamita:  Bán Đảo Cà Mau) é uma península no extremo sul do Vietname, junto ao delta do Mekong. Administrativamente está integrada na província de Cà Mau, entre o golfo da Tailândia a oeste e o mar do Sul da China a leste.
O seu ponto extremo é o cabo de Cà Mau.

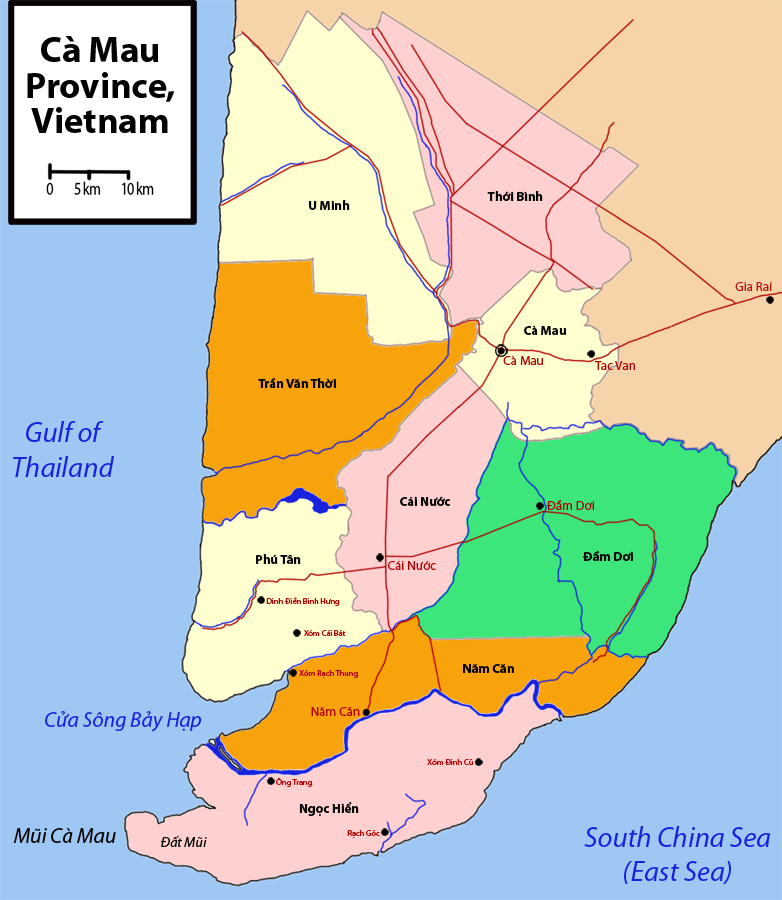
Mapa da península de Cà Mau